# 山井和則
山井 和則（やまのい かずのり、1962年 〈昭和37年〉1月6日 - ）は、日本の政治家、立憲民主党所属の衆議院議員（9期）。
民主党国会対策委員長（第18代）、民進党国会対策委員長（第2代）、民進党国会対策委員長代行、国民民主党国会対策委員長代行、厚生労働大臣政務官（鳩山由紀夫内閣・菅直人内閣）、衆議院懲罰委員長を歴任した。

## 来歴

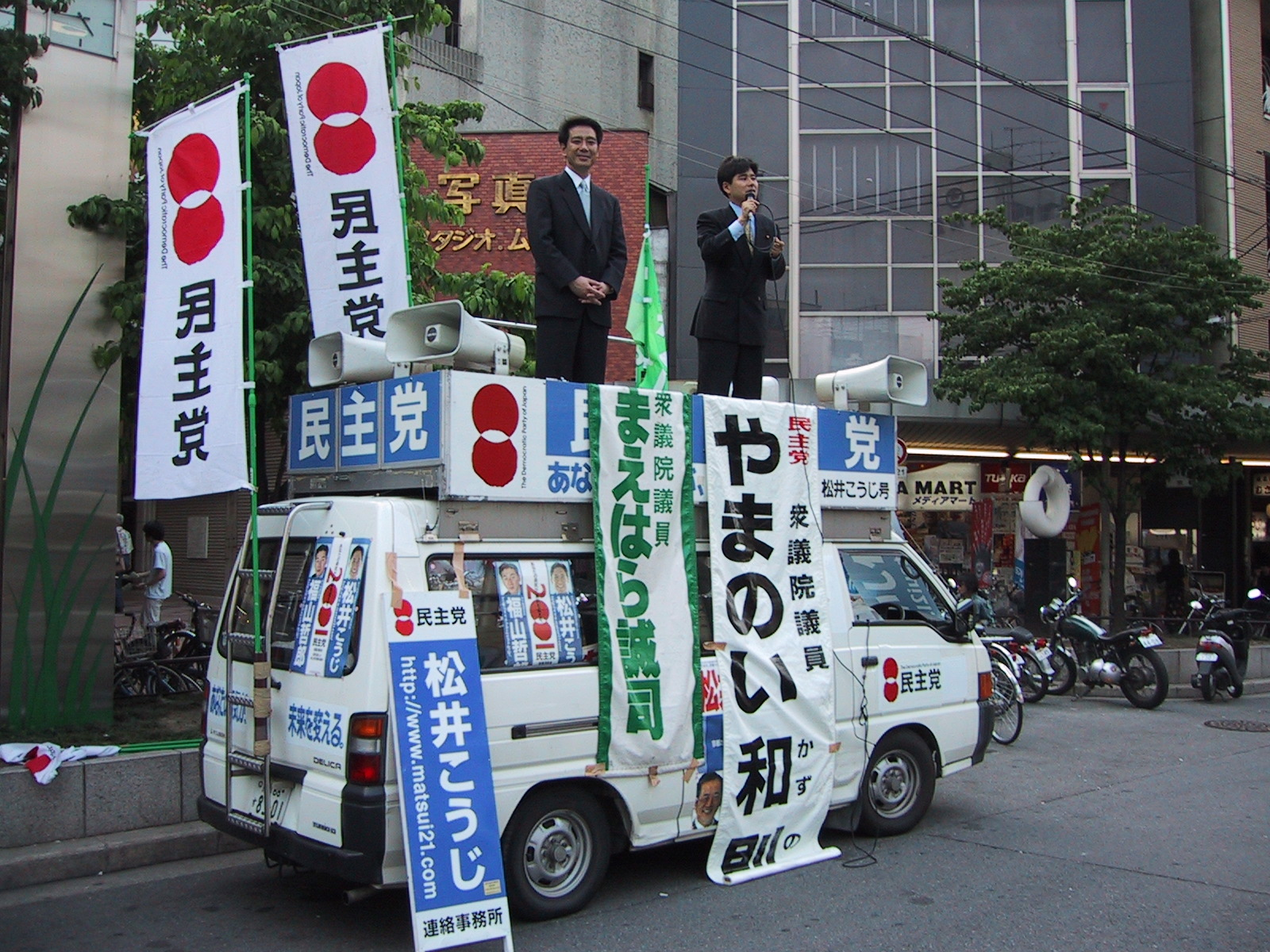
2001年6月9日、前原誠司と共に街頭演説を行う山井

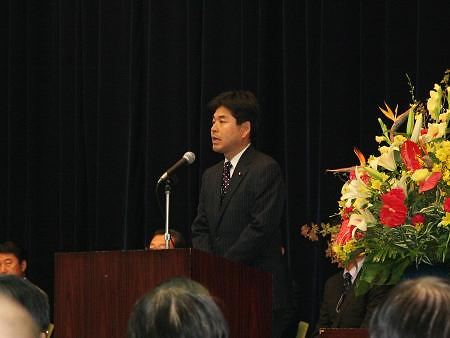
2009年9月24日、厚生労働大臣政務官就任の挨拶を行う山井

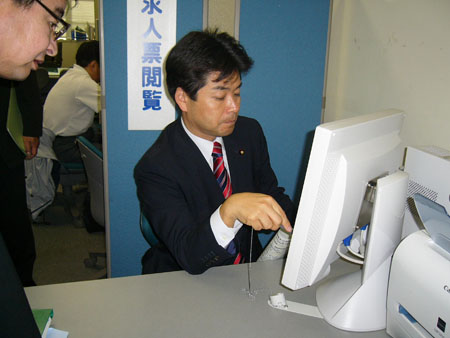
2009年9月25日、ハローワーク渋谷を視察する山井

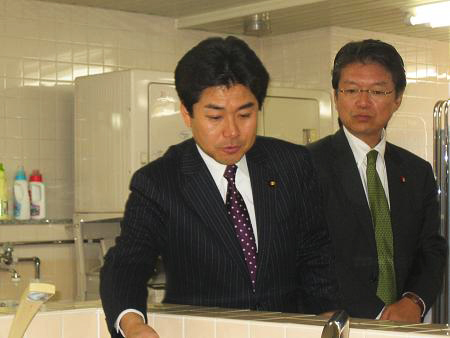
2009年10月9日、長妻昭厚生労働大臣と共に入浴設備を見学する山井

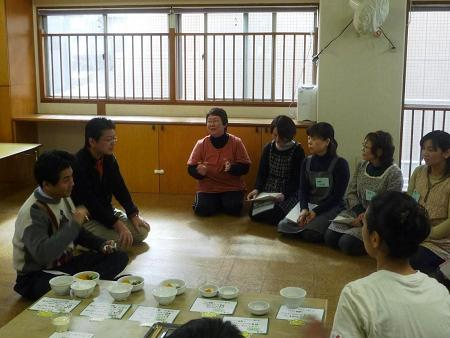
2010年2月6日、長妻昭厚生労働大臣と共に保育士と懇談をする山井

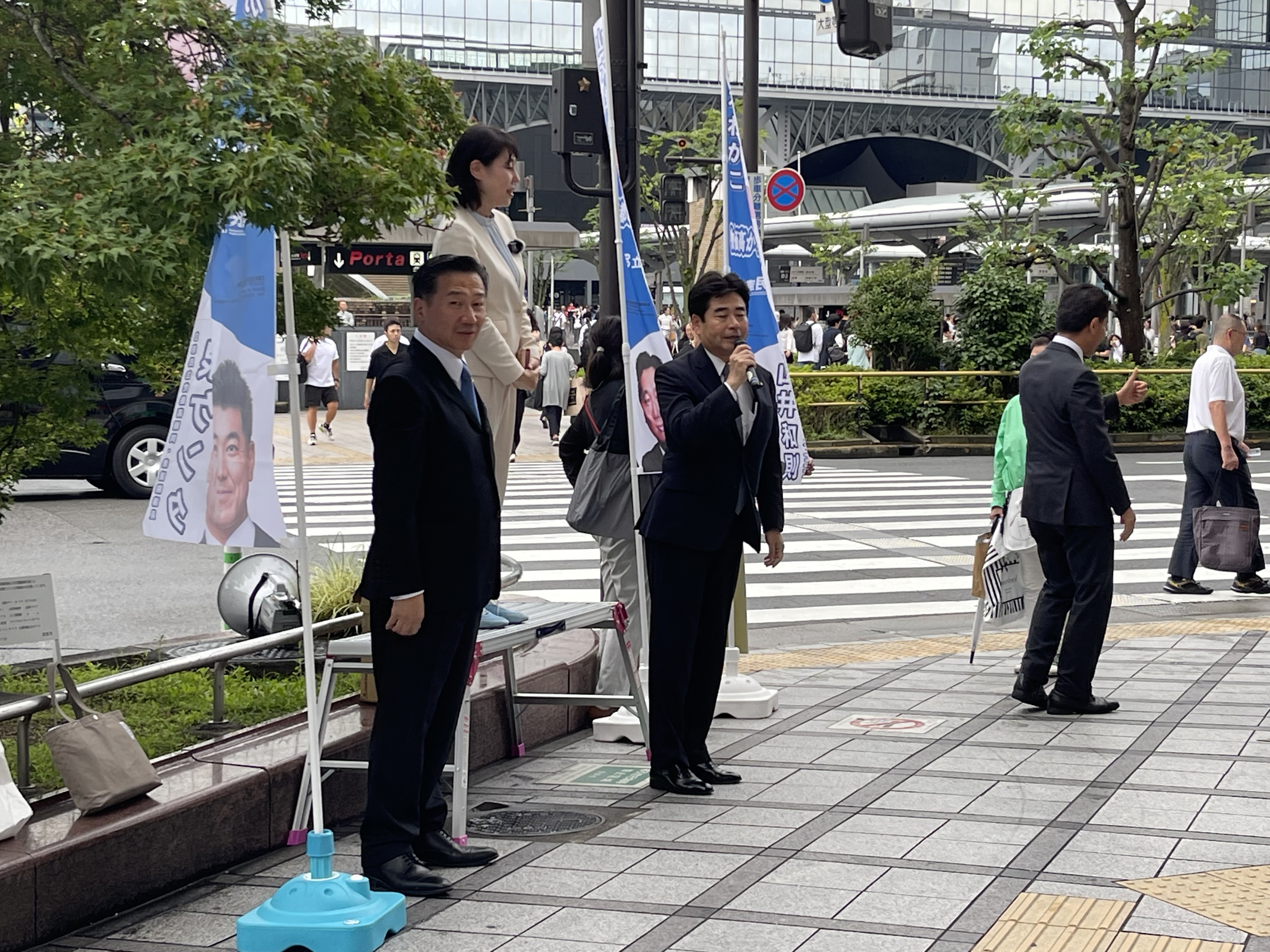
2025年6月15日、京都駅前で街頭演説を行う山井

大阪市生まれ、京都市出身。洛南高等学校卒業。京都大学工学部工業化学科卒業。1986年、京都大学大学院工学研究科修士課程を修了し、工学修士号を取得した。その後、松下政経塾に入塾（第7期生）。松下政経塾卒塾後、京都ボランティア協会に勤務。スウェーデンのルンド大学福祉学部研究科への留学を経て、1994年から立命館大学政策科学部で講師を務めた。1995年より奈良女子大学生活環境学部専任講師。
1996年、第41回衆議院議員総選挙に旧民主党公認で京都6区から立候補したが、新進党公認の玉置一弥に敗れ、次点で落選した。2000年の第42回衆議院議員総選挙では、比例近畿ブロック単独で民主党から立候補し、初当選。2003年の第43回衆議院議員総選挙では再度、京都6区から民主党公認で立候補し、自由民主党の菱田嘉明を破り再選。2005年の第44回衆議院議員総選挙では民主党に逆風が吹く中、京都6区で自民党新人の井澤京子を退けて3選したが、井澤に比例復活を許した。2008年、民主党京都府連代表に就任。
2009年9月、鳩山由紀夫内閣で厚生労働大臣政務官（医療以外の厚生労働行政全般の担当）に任命され、菅直人内閣まで務める。
2011年8月26日、菅直人首相が民主党代表辞任を正式に表明。菅の辞任に伴う代表選挙（8月29日投開票）では前原誠司の推薦人に名を連ねた。
2012年9月には、城島光力国会対策委員長の財務大臣就任に伴い、後任の民主党国会対策委員長に起用される。同年12月の第46回衆議院議員総選挙では、民主党に2005年以上の猛烈な逆風が吹き荒れる中で、京都6区で自民党新人の安藤裕を下し、5選。総選挙大敗による野田執行部の総退陣に伴い、民主党国対委員長を離任。選挙後、民主党代表・海江田万里の下に設置された「次の内閣」において、ネクスト厚生労働大臣に起用され、また衆議院厚生労働委員会の筆頭理事に就任した。
2014年12月の第47回衆議院議員総選挙では、京都6区で6選。2015年の民主党代表選挙では長妻昭の推薦人に名を連ねるが、長妻は1回目の投票で最下位に終わった（当選者は岡田克也）。
2016年3月、民主党と維新の党が合流して結成された民進党に参加し、国会対策委員長代理に就任した。同年9月の民進党代表選挙では前原グループの一員として前原誠司を支援し、前原は蓮舫に敗れたが、山井は代表選後の党役員人事で国会対策委員長に昇格した。
2017年9月の民進党代表選挙後の党役員人事では国会対策委員長代行に就任し、蓮舫前執行部との継続性が重視されて前原新執行部に残留したが、事実上の降格となる異例の人事となった。
10月3日に希望の党に公認申請していたが、3区前職の泉健太、4区前職の北神圭朗と共に府内の申請者が全て公認された。そのため、京都府内の民進党出身者の中では枝野幸男議員を代表とする新党「立憲民主党」に参加する前議員はいなかった。同月の第48回衆議院議員総選挙では2回連続で自身が破ってきた自民党の安藤に1,639票差で敗れ比例復活に回った。11月の希望の党共同代表選挙後の党役員人事では認知症対策推進本部長に就任した。
2018年5月7日、民進党と希望の党の合流により結党された国民民主党に参加。5月8日、国民民主党の総務副会長ならびに代議士会長に就任した。9月11日より国会対策委員長代行。
2019年6月3日、国民民主党に離党届を提出し、立憲民主党会派に入会する意向を示した。同月26日、同党総務会で「国対委員長代行の要職にありながら会期中に重い職責を放棄する無責任極まりない行為で、野党間の連携に水を差しかねない」として離党届を受理せず、山井を除籍処分とする方針を決定。同年7月24日の同党総務会で正式に除籍処分となった。26日、立憲民主党会派に正式に参加。
希望の党からの比例復活であったため、比例で競合していた立憲民主党に議席を維持して入党することは不可能であったが、2020年9月に旧党が解党し新たな立憲民主党が誕生したためこれに参加した。
2021年10月31日の第49回衆議院議員総選挙では、安藤が不出馬となったこともあり直前に出馬を表明した自民党の清水鴻一郎を小選挙区で破り8選。枝野幸男代表の辞任に伴う代表選挙（11月30日実施）では泉健太の推薦人に名を連ねた。
2024年9月30日、立憲民主党次の内閣ネクスト厚生労働大臣に就任。
2024年10月27日の第50回衆議院議員総選挙では、自民党の新人園崎弘道、日本維新の会の前職中嶋秀樹、参政党から出馬した元職安藤らを小選挙区で破り、比例復活も許さず9選。

## 政策・主張
- 憲法9条の改正について、希望の党移籍後の2017年10月17日、「憲法は九条以外は改正しても良いが、九条は守るべきだ」と自身のHPに書き込んだ[30]。
- 集団的自衛権の行使に反対[31]。希望の党移籍後の2017年10月17日、「安全保障関連法は憲法違反の疑いもあり、反対した考えは変わらない」と自身のHPに書き込んだ[32]。
- アベノミクスを評価しない[31]。
- 村山談話を見直すべきでない[31]。
- 選択的夫婦別姓制度導入に賛成[33]。
- 永住外国人への地方選挙権付与に賛成[34]。
- 2003年、静岡空港建設反対の国会議員署名活動で署名者に加わっている[35]。
- 自民党が推進していたメディア芸術の国際的な拠点整備を「アニメの殿堂」と批判し、2009年に廃止された生活保護の母子加算の復活を推進した[36]。
- 働き方改革関連法に絡んだ不適切労働データ改竄問題で原票開示を要求した野党側に原本は存在しないと、自民党側は明確に否定する答弁をした。だが地下倉庫にダンボール32箱分の書類データ原票が発見された。野党側はこれを自民党による隠蔽だと非難しており、希望の党、山井は「この32箱で労働者の働き方過労死、命がかかっているということは国民の皆さんはこの段ボールを見る権利があると思う」と語っている[37][38]。
- 障害者自立支援法について、障害者の支援費制度の廃止、障害者向けサービスを利用する際の1割の費用負担の導入を厳しく非難している[39]。
- 恩給法について、「同じ戦争を戦った在日韓国人などが国籍の違いによって恩給を受けられないのはおかしい」と衆議院本会議における代表質問で主張した[40]。
- 「在日韓国人の高齢者への介護サービス」について総務委員会で質問している[40]。年をとれば日本語を忘れてしまい、母国の言葉や文化、また母国の食べ物が恋しくなる等の現状があることから、在日韓国人の高齢者への介護サービスの充実（在日韓国人の高齢者向けのグループホームや、韓国語が話せるホームヘルパー）の必要性を主張した[41]。
- 日本の非核三原則の堅持を主張しており、2006年に外務大臣（当時）の麻生太郎が北朝鮮によるミサイル発射実験を受けて、「国民の間で核保有の議論が出るのことを政府が封殺するべきではない」と発言したことに対し、衆議院外務委員会において批判した[42]。また2006年10月17日、自由民主党政務調査会長（当時）の中川昭一が「核保有の議論はあっていい」と発言したことについて、19日の衆議院海賊行為への対処並びに国際テロリズムの防止及び我が国の協力支援活動等に関する特別委員会において「核保有についての議論」の是非について質問した[43]。
- 緑茶好きで、お茶の振興に取り組んでいる[44]。2020年には「お茶の新型コロナウイルス感染予防や重症化予防の効果」の見解を問うとして「お茶の効用と生産者支援等に関する質問主意書」を提出し[45]、2021年には「茶業緊急支援法案」の筆頭提出者を務めた[46]。
- 2022年成立のAV出演被害防止・救済法の立法に携わり、法案について「画期的」「被害者を守る強力な武器」と評した[47]。

## 議員連盟
- 過労死防止議員連盟（副会長）[48]
- 非正規雇用労働者の待遇改善と希望の持てる生活を考える議員連盟 （会長代理）[49]
- 日本の未来を創る勉強会[50]
- 立憲民主党 お茶振興議員連盟（会長）[51]
- 立憲民主党 動物愛護議員連盟[52]
- 立憲民主党 自衛隊員応援議員連盟[53]

## 人物
- 妻は松下政経塾の2期後輩にあたる斉藤弥生大阪大学大学院人間科学研究科教授[54]。
- 趣味は「卓球、猫の世話、写真撮影、喫茶」[55]。
- スウェーデン語を少し話すことができる[55]。
- 大学院の修士論文のテーマは酵母菌だった[56]。
- 消えた年金問題の追及で知己を得た長妻昭は、自身の著書で山井を「一生の友」と称している[57]。また長妻同様、質問主意書を多数提出する傾向にある。3期目（2005年9月から2009年7月まで）では厚生労働省に対する内容を中心に347回提出されている。2009年3月2日には、内閣総理大臣に対する質問主意書において、参議院議員が内閣総理大臣に就任できるのか質問した[58]。
- 厚生労働大臣政務官在職時には、自身のメールマガジンに「長妻大臣も私も厚生労働省の代表ではなく、国民の代表だ」と記述し、自らが国民の代表であることを強調した[59]。
- 情報労連の準組織内議員である[60]。
- 母校の洛南高校で行われる体育祭の開会式において、『社会の雑巾』演説をする。2023年度体育祭の開会式では、生徒があまりに盛り上がるために廃止された[要出典]。
- 2024年3月1日に衆議院本会議で小野寺五典予算委員長の解任決議案に関する趣旨弁明を2時間54分行った。令和6年度予算案の衆院採決を遅らせるためのフィリバスターとみられる。衆議院本会議での趣旨弁明の時間としては、記録の残る1972年以降では、立民の枝野幸男前代表が2018年7月に行った2時間43分を抜く新記録[61][62]。国民民主党の榛葉賀津也幹事長は記者会見で、「こんな昭和の政治をやっていたら『自民党とんでもない』と思った国民が野党もこれかと、潮目が変わってしまう」と批判した[63]。

## 政治資金
- 2016年1月22日、山井の資金管理団体「やまのい和則と日本の未来を創る会」に、個人による寄付の限度額を超える1080万円を寄付したと平成24年の政治資金収支報告書に、山井は24年2月-12月にかけ、自身の資金管理団体に対し、計1080万円を13回に分けて寄付していたほか、山井の後援会が24-26年に開催した会合で、後援会の政治資金収支報告書に「会場使用料」として計約764万円の支出が計上される一方、会費収入計979万円の記載がなかったことについて、山井側は記載ミスを認め、報告書の訂正を届け出た[64]。
- 2016年5月10日、厚生労働委員会の障害者総合支援法改正案を巡る参考人質疑で、当事者として意見を求められていた難病の筋萎縮性側索硬化症（ALS）男性患者の出席を与党が拒否したとツイートし、翌日毎日新聞や東京新聞が報道を行った[65][66]。しかし、参考人を差し替えたのは民進党側であったことが判明する[67][68][69]。
- 2016年5月30日、民進党の伊勢志摩サミット関連調査チームの会合において、英国新聞TIMESに掲載されたボリス・ジョンソンの風刺画[70]を、安倍晋三首相の風刺画であるとの間違った解釈で紹介し、「ここにも描いてあるように、安倍さんの顔で日本の津波からG7の首脳の方々が『あの大馬鹿野郎から逃げようぜ、逃げたほうがいいよ』という、これイギリスのTIMESという有力新聞ですよね。つまり、安倍総理が国内で国民に言っていることは、捏造なんじゃないの？ということですよ。」[71][72]と安倍首相の批判を行った[73]。その後、外務省の指摘を受け、風刺画の人物を安倍晋三首相と決め付けて批判した件について、自身の認識の誤りを認めたが、首相を批判する意図の風刺画だと思った根拠については、「外務省の方が否定しなかった」と述べた[74]。

## 選挙歴
| 当落 | 選挙                   | 執行日         | 年齢 | 選挙区           | 政党       | 得票数     | 得票率 | 定数 | 得票順位 /候補者数 | 政党内比例順位 /政党当選者数 |
| ---- | ---------------------- | -------------- | ---- | ---------------- | ---------- | ---------- | ------ | ---- | ------------------ | ---------------------------- |
| 落   | 第41回衆議院議員総選挙 | 1996年10月20日 | 34   | 京都府第6区      | 旧民主党   | 5万4905票  | 24.14% | 1    | 2/5                | /                            |
| 当   | 第42回衆議院議員総選挙 | 2000年06月25日 | 38   | 比例近畿ブロック | 民主党     | ーー票     | ーー   | 30   | /                  | 1/7                          |
| 当   | 第43回衆議院議員総選挙 | 2003年11月09日 | 41   | 京都府第6区      | 民主党     | 11万7467票 | 46.89% | 1    | 1/3                | /                            |
| 当   | 第44回衆議院議員総選挙 | 2005年09月11日 | 43   | 京都府第6区      | 民主党     | 13万3708票 | 45.50% | 1    | 1/3                | /                            |
| 当   | 第45回衆議院議員総選挙 | 2009年08月30日 | 47   | 京都府第6区      | 民主党     | 17万6022票 | 57.39% | 1    | 1/4                | /                            |
| 当   | 第46回衆議院議員総選挙 | 2012年12月16日 | 50   | 京都府第6区      | 民主党     | 8万9672票  | 33.55% | 1    | 1/4                | /                            |
| 当   | 第47回衆議院議員総選挙 | 2014年12月14日 | 52   | 京都府第6区      | 民主党     | 10万2030票 | 44.27% | 1    | 1/3                | /                            |
| 比当 | 第48回衆議院議員総選挙 | 2017年10月22日 | 55   | 京都府第6区      | 希望の党   | 10万338票  | 42.28% | 1    | 2/3                | 3/3                          |
| 当   | 第49回衆議院議員総選挙 | 2021年10月31日 | 59   | 京都府第6区      | 立憲民主党 | 11万6111票 | 45.25% | 1    | 1/3                | /                            |
| 当   | 第50回衆議院議員総選挙 | 2024年10月27日 | 62   | 京都府第6区      | 立憲民主党 | 9万7542票  | 40.11% | 1    | 1/5                | /                            |

## 著書
- 『政治はどこまで社会保障を変えられるのか』山井和則著 ミネルヴァ書房 2014年10月 ISBN 9784623071210
- 『図解 介護保険のすべて〈第3版〉』 山井和則・上田理人著 東洋経済新報社 2009年8月 ISBN 4492092803
- 『改訂新版 グループホームの基礎知識』 上田 理人・山井和則著 リヨン社 2008年3月 ISBN 4576072226
- 『図解 介護保険のすべて〈第2版〉』 山井和則・斉藤弥生著 東洋経済新報社 2005年3月 ISBN 4492092420
- 『なぜ国会は福祉を後回しにするのか？』 山井和則著 オークラ出版 2004年8月 ISBN 4775503987
- 『グループホームの基礎知識 改訂新版』 山井和則著 リヨン社 2003年4月 ISBN 4576030884
- 『こんな介護施設を選びなさい』 山井和則著 青春出版社 2002年12月 ISBN 4413018664
- 『福祉現場ｖｓ．国会』 山井和則著 講談社 2001年3月 ISBN 4062106124
- 『介護サービスの革命 グループホーム入門』 山井和則・鳩山邦夫著 リヨン社 1999年9月
- 『転ばぬ先の介護ハンドブック』 山井和則・斉藤弥生著 講談社 1999年8月 ISBN 4062641100
- 『家族を幸せにする老い方』 山井和則著 講談社 1995年7月 ISBN 4062077191
- 『体験ルポ日本の高齢者福祉』 山井和則・斉藤弥生著 岩波書店 1994年9月 ISBN 4004303516
- 『スウェーデン発高齢社会と地方分権』 山井和則・斉藤弥生著 ミネルヴァ書房 1994年8月 ISBN 4623024415
- 『スウェーデン発住んでみた高齢社会』 山井和則著 ミネルヴァ書房 1993年6月 ISBN 4623023141
- 『スウェーデンのグループホーム物語』 バルブロー・ベック・フリス著 山井和則訳 近澤貴徳訳 京都２１プロジェクト 1993年3月 ISBN 4893201492
- 『体験ルポ世界の高齢者福祉』 山井和則著 岩波書店 1991年9月 ISBN 4004301866